# Chrysis atrocomitata
Chrysis atrocomitata es una especie de avispa del género Chrysis, familia Chrysididae. Fue descrita por Linsenmaier en 1993. Se encuentra en España.